# Сян Учжун
Сян Учжу́н (кит. трад. 項武忠, упр. 项武忠, пиньинь Xiàng Wǔzhōng, род.12 июня 1935) — китайский и американский математик, лауреат премий. В соответствии с принятой в середине XX века в англоязычных странах системой романизации Уэйда — Джайлза его фамилия и имя записывались латиницей как Hsiang Wu-chung, поэтому в публикациях на английском языке его обычно пишут как Wu-Chung Hsiang.

## Биография
Родился 12 июня 1935 года в уезде Юэцин провинции Чжэцзян Китайской Республики. После проигрыша гоминьдановцами гражданской войны его семья вместе с прочими эвакуировалась на Тайвань, где он в 1957 году получил степень бакалавра в Национальном университете Тайваня. Затем он переехал в США, и в 1963 году получил степень Ph.D. в Принстонском университете под руководством Нормана Стинрода.
В 1983 году был пленарным докладчиком Международного конгресса математиков.
В 2005 году в Стэнфордском университете состоялась научная конференция, посвящённая 70-летию Сян Учжуна.

## Награды
- Действительный член Academia Sinica[англ.] (1980)
- Действительный член Американской академии искусств и наук (1989)